# Список втрат у боях за Чернігів (2022)
У статті наведено поіменні втрати у боях за Чернігів у лютому-квітні 2022.

## Україна

### Лютий

#### 24 лютого
- Яцик Олександр Анатолійович, полковник поліції, інспектор ювенальної превенції Національної поліції України у Полтавській області. (24 лютого, Ніжин, ракетний удар)[1].
- Тацоха Максим Валерійович, солдат,  військовослужбовець ЗС України (підрозділ — не уточнено). (24 лютого)[2].
- Тацоха Максим Валерійович, солдат,  військовослужбовець ЗС України (підрозділ — не уточнено). (24 лютого)[2].

#### 25 лютого
- Телушков Сергій Валерійович, старший лейтенант, командир механізованої роти 1 ОТБр (25 лютого, Рівнопілля)[3].
- Гроза Ігор Григорович, старший солдат, стрілець 1-го стрілецького відділення 162-го окремого батальйону територіальної оборони 119 ОБрТрО (25 лютого, Халявин)[4].
- Пантелюк Сергій Васильович, лейтенант, командир взводу 1 ОТБр (25 лютого, Рівнопілля)[5].

#### 26 лютого
- Бурим Віталій Олексійович, майстер-сержант Сумського ПрикЗ ДПСУ (26 лютого)[6].
- Горицький Олександр Михайлович, штаб-сержант відділу прикордонної служби «Добрянка» 105-го прикордонного загону імені князя Володимира Великого ДПСУ (26 лютого)[7].
- Ховренко Андрій Васильович, штаб-сержант, інспектор відділу прикордонної служби «Добрянка» 105-го прикордонного загону імені князя Володимира Великого ДПСУ (26 лютого)[8].
- Чубань Сергій Миколайович, Штаб-сержант відділу прикордонної служби «Добрянка» 105-го прикордонного загону імені князя Володимира Великого (26 лютого)[8].
- Подобний Владислав Володимирович, старший лейтенант, командир взводу підрозділу 1 ОТБр (26 лютого)[9].

#### 27 лютого
- Білоконь Максим Віталійович, старший лейтенант, командир танку підрозділу 1 ОТБр (27 лютого, Герой України)[10].
- Коваль Іван Володимирович, молодший сержант, навідник танку підрозділу 1 ОТБр (27 лютого)[11].
- Каплін Дмитро Олександрович, молодший сержант, механік-водій танку підрозділу 1 ОТБр (27 лютого)[12].

#### 28 лютого
- Музирьов Дмитро Олександрович, старший лейтенант поліції, співробітник роти поліції особливого призначення Національної поліції України у Чернігівській області. (28 лютого, Киїнка)[13].
- Лук'яненко Дмитро Олександрович, капрал поліції, співробітник роти поліції особливого призначення Національної поліції України у Чернігівській області (28 лютого, Киїнка)[13].
- Настич Володимир Васильович, капітан поліції, співробітник роти поліції особливого призначення Національної поліції України у Чернігівській області (28 лютого, Киїнка)[13]
- Рибачик Владислав Володимирович, старший сержант, військовослужбовець 1 ОТБр[14].

### Березень
1. Катков Андрій Олександрович, старший прапорщик, військовослужбовець ЗС України (підрозділ — не уточнено) (3 березня)[15].
2. Піун Денис Олександрович, сержант, військовослужбовець ЗС України (підрозділ — не уточнено) (13 березня)[16].
3. Пермяков Олексій Миколайович, штаб-сержант 5 окремого полку зв'язку ЗС України (15 березня, Золотинка).
4. Куриленко Олег Андрійович, молодший сержант, бойовий медик взводу 3 роти охорони в/ч А1624 (11 березня)[17]
5. Свириденко Максим Михайлович, головний сержант, інспектор прикордонної служби 105 прикордонного загону імені князя Володимира Великого Державної прикордонної служби (16 березня)
6. Самусенко Андрій Іванович, головний сержант,  інспектор прикордонної служби 105 прикордонного загону імені князя Володимира Великого Державної прикордонної служби (28 березня)[17]
7. Мягкий Антон Олександрович, головний сержант,  штаб-сержант, дільничий інспектор прикордонної служби 105 прикордонного загону імені князя Володимира Великого Державної прикордонної служби (28 березня)[17]
8. Гук Михайло Сергійович, старший сержант, інспектор прикордонної служби 105 прикордонного загону імені князя Володимира Великого Державної прикордонної служби (28 березня)[17]
9. Ткаченко Василь Олександрович, молодший сержант, молодший інспектор прикордонної служби 105 прикордонного загону імені князя Володимира Великого Державної прикордонної служби (28 березня)[17]
10. Овдій Ігор Анатолійович, майстер-сержант прикордонної служби 105 прикордонного загону імені князя Володимира Великого Державної прикордонної служби (28 березня)[17]

## Росія

### Лютий
1. Мажганов Олексій Євгенович, сержант, командир танку Т-72 (24 лютого, Максаки, самозатоплення танку)[18].
2. Сивидов Сергій Володимирович, сержант, 138 ОМСБр (26 лютого)[19].
3. Дубов Дмитро Вадимович, єфрейтор, 1117 зенітний ракетний полк, в/ч 51382 (28 лютого)[20].
4. Левкін Сергій Олексійович, майор, 30 окрема мотострілецька бригада (28 лютого)[21][22].

### Березень
1. Захарченко Євген Євгенович, майор, військовий лікар (2 березня)[23][24].
2. Породніков Андрій Геннадійович, ЗС РФ (2 березня)[25].
3. Осипов Євген Ігорович, майор, пілот Су-25, 18-й гвардійський винищувальний авіаційний полк (4 березня)[26].
4. Білзен Едуард Володимирович, молодший сержант, 55 ОМСБр (5 березня, Ягідне)[27].
5. Лазаренко Олександр Олександрович, старший лейтенант ЗС РФ (5 березня)[28].
6. Гаттаров Равіль Романович, майор, штурман 2 ескадрильї (Су-34), в/ч 86789 — 2 змішаний авіаційний полк 21 змішаної авіаційної дивізії 14 армії ВПС і ППО Центрального ВО (5 березня)[29][30]
7. Рунєв Дмитро Сергійович, майор, пілот Су-34, (підрозділ  — не встановлено) ПКС РФ (6 березня)[31].
8. Іштіряков Андрій Андрійович, ЗС РФ (7 березня)[32].
9. Лебедєв Юрій Сергійович, єфрейтор, навідник оператор, 35 ОМСБр (8 березня)[33].
10. Тюльганов Владислав Олексійович, старший лейтенант, артилерист (10 березня, Іванівка)[34].
11. Смирнов Роман Володимирович, капітан, командир ІСР, 21-ша ОМСБр (25 березня, Дорогинка)[35].